# チーズの一覧
チーズの一覧（チーズのいちらん）

## ア行
- アジアーゴ
- アッカウィ（英語版）
- アボンダンス
- アメリカンチーズ
- アーロール
- イエトスト
- イディアサバル
- ヴァランセ
- ヴァシュラン・モン・ドール（モン・ドール）
- ウェンズリーデール
- エヴォラ
- エピキュア
- エダムチーズ
- エポワス
- エメンタールチーズ
- オアハカチーズ
- オルヴァル
- オッソー・イラティ

## カ行
- カステルマーニョ
- カステロ・ブランコ
- カース・マルツゥ
- カセット
- カチョカヴァッロ
- カッテージチーズ
- カード
- カブラレス
- カプリス・デ・デュー
- ガプロン
- カマンベール
- カンタル
- カンボゾーラ
- ガンメルオスト
- クータンセ
- グラナ・パダーノ
- グリュイエール
- クリームチーズ
- クレッシェンツァ
- グロスターチーズ
- クロミエ
- クワルク
- ケソ・アニェホ
- ケソ・デ・バルデオン
- ケソ・チワワ
- ケソ・ブランコ
- ケソ・マンチェゴ
- ゴーダチーズ
- ゴルゴンゾーラ
- コルビーチーズ
- コルビージャック
- コンテ

## サ行
- サムソー
- サルヴァ・クレマスコ
- サレール
- サン・シモン・ダ・コスタ
- サン・ジョルジュ
- サンタンドレ
- サン＝ネクテール
- シメイ (チーズ)
- シャウルス
- シャンベルタン
- シュクリパヴァッツ
- シュプレーム
- ジュベイナ
- シュロップシャー・ブルー
- シレネ
- スカモルツァ
- スキール
- スティルトン
- ステッペン
- ストラッキーノ
- ストリングチーズ
- スプリンツ
- スルグニ（英語版）
- セル・シュル・シェール
- 蘇
- ゾレット

## タ行
- 醍醐
- ダナブルー
- ダブル・グロスター
- タレッジョ
- チェシャーチーズ
- チェナー
- チェダーチーズ
- チェチル（英語版）
- チェルピー
- ツェリン・ビット（英語版）
- ツファット（英語版）
- テリンチョ
- テレメア（英語版）
- トノウ
- ドミアティ（英語版）
- トム・ド・サヴォワ
- トム・フレッシュ

## ナ行
- ナーブリシィヤ
- ニーザ
- ニュイサンジョルジュ
- 乳扇
- ノルヴェジア

## ハ行
- パヴェ・ダフィノア
- バジロン
- パニール
- バノン・フォイユ
- パラーノ
- バラカ
- ハルーミ
- バルカンスキー・スィール（英語版）
- パルミジャーノ・レッジャーノ
- パレニツァ
- ピエダングロア
- ピカンテ・ダ・ベイラ・バイシャ
- ビット
- ビュー・ブローニュ
- ブイゲット
- フェタ
- フォンティーナ
- ブッラータ
- ブラン・ド・パイユ
- ブリア・サヴァラン
- ブリーチーズ
  - ブリー・ド・モー
- ブリンザ（英語版）
- ブルー・キャステロ
- ブルー・デ・コース
- ブルー・ドーヴェルニュ
- ブル・ディ・カプラ
- ブルー・デュ・ヴェルコール＝サスナージュ
- ブルサン
- ブルソー
- フルム・ダンベール
- ブレス・ブルー（ブルー・ド・ブレス）
- プロヴォーラ
- プロヴォローネ
- ブロッチュ
- ベームスター
- ペコリーノ
  - ペコリーノ・サルド
  - ペコリーノ・トスカーノ
  - ペコリーノ・ロマーノ
- ベヤズ・ペイニル（英語版）
- ペライユチーズ
- ボーフォール
- ポン・レヴェック

## マ行
- マースダム
- マスカルポーネ
- マリボー
- マルツォリーノ
- マロット
- マロワル
- ミジスラ
- ミセラ
- ミナスチーズ
- ミモレット
- ムルシア・アル・ビノ
- メッシュ
- メルルルージュ
- モッツァレッラ
- モンターズィオ（モンタジオ）
- モントレー・ジャック

## ヤ行
- ヤールスバーグ

## ラ行
- ラスケーラ
- ラクレット
- ラミ・デュ・シャンベルタン
- ラ・ペラル
- ランカシャーチーズ
- ラングル
- リヴァロ
- リグヴァン（英語版）
- リコッタ
- リダー
- リプタウアー
- リンドレスゴーダ
- リンバーガー
- ルイ
- ルーミー（英語版）
- ルクロン
- ルーシャン
- ロシュバロン
- ロックフォール
- ロンカル